# Metropolia Hanoi
Metropolia Hanoi – jedna z 3 metropolii kościoła rzymskokatolickiego w Wietnamie. Została erygowana 24 listopada 1960.

## Diecezje
- Archidiecezja Hanoi
  - Diecezja Bắc Ninh
  - Diecezja Bùi Chu
  - Diecezja Hải Phòng
  - Diecezja Hưng Hóa
  - Diecezja Lạng Sơn i Cao Bằng
  - Diecezja Phát Diệm
  - Diecezja Thái Bình
  - Diecezja Thanh Hóa
  - Diecezja Vinh
  - Diecezja Ha Tinh

## Metropolici
- kard. Joseph-Marie Trịnh Như Khuê (1960-1978)
- kard. Joseph-Marie Trịnh Văn Căn (1978-1990)
- kard. Paul-Joseph Phạm Ðình Tụng (1994-2005)
- Joseph Ngô Quang Kiệt (2005-2010)
- kard. Pierre Nguyễn Văn Nhơn (2010-2018)
- Joseph Vũ Văn Thiên (od 2018)